# Hügelita
La hügelita o huegelita és un mineral de la classe dels fosfats. Anomenada així per After Baron Friedrich von Hügel (1852–1925), teòleg austrobritànic. És l'anàleg d'arsènic de la dumontita.

## Classificació
Segons la classificació de Nickel-Strunz, la hügelita pertany a «08.EC: Uranil fosfats i arsenats, amb relació UO₂:RO₄ = 3:2» juntament amb els següents minerals: furalumita, upalita, françoisita-(Ce), arsenuranilita, dewindtita, kivuïta, fosfuranilita, yingjiangita, dumontita, françoisita-(Nd), metavanmeersscheïta, vanmeersscheïta, arsenovanmeersscheïta, althupita, mundita, furcalita i bergenita.

## Característiques
La hügelita és un fosfat de fórmula química Pb₂(UO₂)₃(AsO₄)₂O₂(H₂O)₅. Cristal·litza en el sistema monoclínic. La seva duresa a l'escala de Mohs és 2 a 3. És un mineral radioactiu.

## Formació i jaciments
Es forma com a mineral secundari en bretxes de corneana. S'ha descrit a França, Alemanya, Itàlia i Rússia.